# Joan Mas

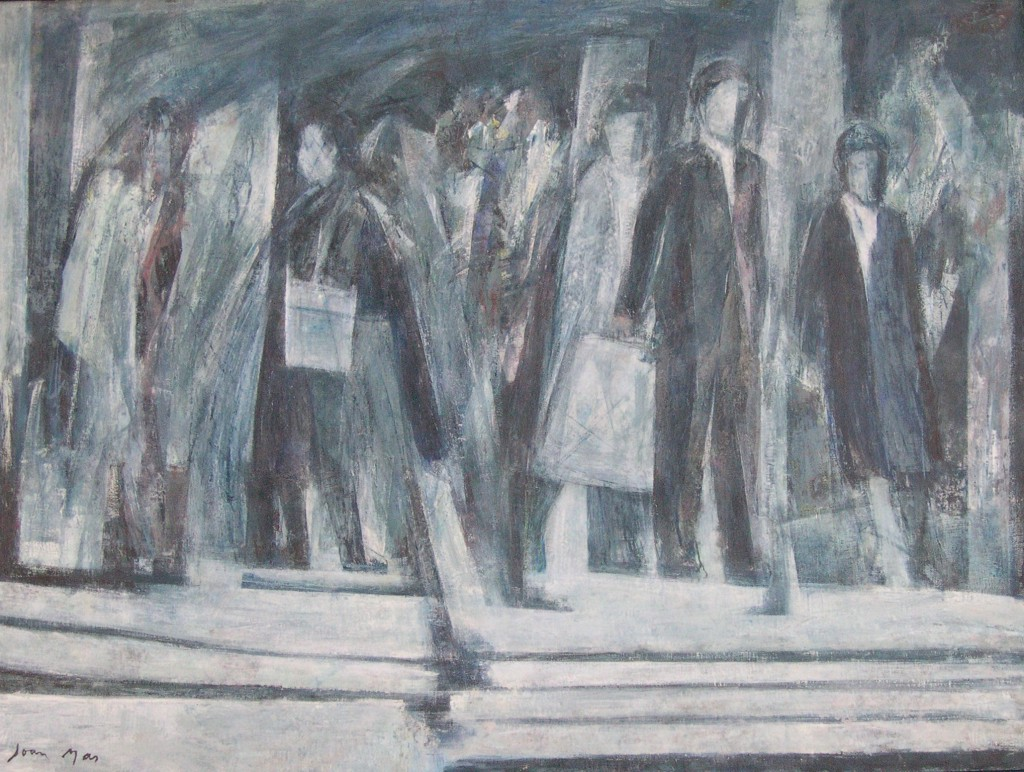
Gente (1980), óleo sobre tela.

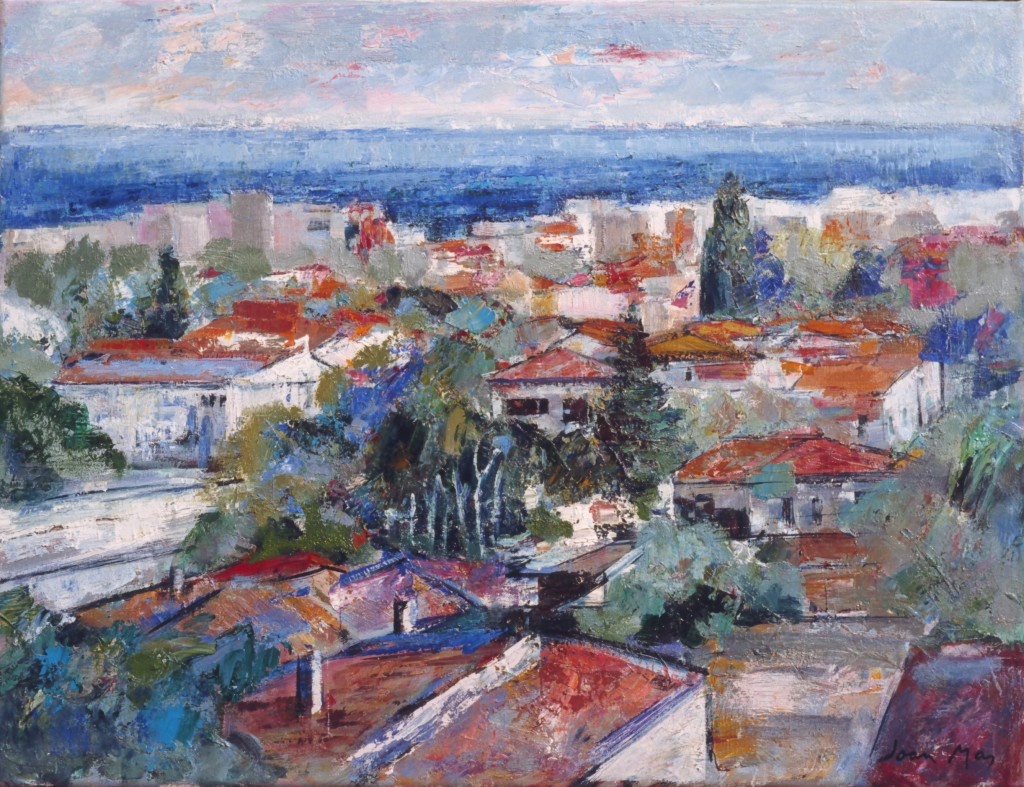
Mediterrania (2002), óleo sobre tela.

Joan Mas i Ramon (Barcelona, 1934 - ) es un pintor y dibujante con estilo postimpresionista español.

## Biografía
Joan Mas estudió dibujo en la escuela de artes y oficios de Barcelona. Posteriormente se trasladó a París, donde estudió pintura en el taller del profesor Roger Chastel en la École nationale supérieure des beaux-arts de París. Desde entonces, ha expuesto su obra en diversos países de Europa (España, Francia, Italia...) y en Estados Unidos.

## Obra
Su obra parte de un postimpresionismo con influencias del cubismo, el arte abstracto y la nueva figuración. Se aleja de los dogmas convencionales de la pintura de paisajes, para dar vida a un lenguaje notablemente personal. Una muestra de su obra se puede ver en la colección Gaudifond Arte 